# Гламдринг
Гламдринг е името на измислен елфически меч от произведенията „Силмарилионът“ и „Хобитът“ („Билбо Бегинс, или дотам и обратно“) на писателя Дж. Р. Р. Толкин .
Името Гламдринг означава на синдарин „Врагоубиец“. Орките наричат оръжието „Убиеца“; на синдарин коренът „глам“ означава не изобщо враг, а именно орк.

Бил е изкован за елфическия крал Тургон - владетел на потайното кралство Гондолин (Скритата скала) през Първата епоха на Средната земя. Има ножница от слонова кост, дръжката му е украсена със син скъпоценен камък, острието - изписано с руни, които гласят
| „ | Тургон, крал на Гондолин, притежава, носи и владее този меч Врагоубиец — враг на Моргот и чук за орките | “ |

. Както всички други оръжия, изковани от елфите, в присъствие на зло острието на Гламдринг свети в синкавобяло.
След падането на Гондолин и смъртта на Тургон, мечът изчезва за дълго време, докато не бива открит две епохи по-късно от вълшебника Гандалф в тролска пещера („Хобитът“), заедно с меча Оркрист и ножа Жилото. Гандалф не успява да разчете руните върху меча, и да разбере точния му произход, въпреки че веднага разпознава, че те не са дело на Злото, нито на хората. Разчита ги, и разкрива истината за меча Елронд в Ломидол.
Гламдринг става собственост на Гандалф, който посича с него предводителя на гоблините, пленили джуджетата и Билбо Бегинс в Мория, и се бие срещу Балрога. След края на Войната за Пръстена мечът е отнесен към Неумиращите земи.